# Varaždinské jezero
Varaždinské jezero (chorvatsky Varaždinsko jezero) nebo též jezero Varaždin je umělé jezero a přehradní nádrž v Chorvatsku na hranici Mezimuřské a Varaždinské župy. S rozlohou 9,34 km² je pátým největším jezerem v Chorvatsku. Varaždinské jezero leží na řece Drávě a slouží k zásobování vodou vodní elektrárny Čakovec a zároveň k odvádění vody z vodní elektrárny Varaždin. Jezero bylo vystavěno v roce 1982 a bylo pojmenováno podle nedalekého města Varaždin.
Jezero je často vyhledáváno turisty, kteří zde vykonávají rybolov a plavání. V blízkosti vesnice Gornji Kuršanec na severozápadním pobřeží jezera se nachází letovisko s několika plážemi a přístavy.